# Ondina (obra de teatro)
Ondina (Ondine) es una obra de teatro escrita por Jean Giraudoux y estrenada en 1939. Está basada en la novela corta de Friedrich de la Motte Fouqué Ondina.

## Argumento

### Acto I
El texto examina las dificultades de aquellos que, viviendo con honradez e ingenuamente, se enfrentan con la hipocresía y la envidia del ser humano. Ondina era un espíritu del agua que, fascinada por el mundo de los mortales, vive junto a dos pescadores, como si fuese su hija. Un día, un caballero, Hans, pide hospitalidad a la pareja y se encuentra con Ondina. 
Ambos se enamoran, aunque él estaba prometido a Bertha. 
Hans es informado de la verdadera naturaleza de Ondina, un ser encantado capaz de manejar los elementos y de leer los pensamientos de la gente. Aun así, decide casarse con ella. Al enterarse, el rey de las criaturas del lago advierte a Ondina de la dificultad de una relación entre dos seres tan diferentes y la obliga a un pacto: si Hans la traiciona, morirá y Ondine lo olvidará. Ondina, segura de su amor, acepta.

### Acto II
Después de tres meses de luna de miel, Ondina es presentada en la corte, donde el chambelán intenta educarla en los usos y costumbres de los seres humanos. Pero el espíritu es demasiado ingenuo y sincero para acostumbrarse las formas de actuar de la corte. Su frescura encandila al Chamberlain y Bertram, un cortesano, lo que molesta mucho a Hans. 
Mientras tanto, Ondine conoce a Bertha, la antigua novia de Hans. Bertha es celosa y orgullosa y pretende recuperar a Hans. Asustada por el hecho de que Hans podía traicionarla y luego morir, Ondina relata a la reina Yseult la naturaleza del pacto que firmó con el rey del lago y le confiesa su intención de invitar a Bertha a vivir con ella y Hans, con la esperanza ingenua de que, teniéndola cerca, Bertha ya no habitará en los pensamientos del caballero. La reina, consciente de la naturaleza del hombre, aconseja a Ondina que no actúe en tal manera, quedando en cualquier caso impresionada por su generosidad. Bertha, orgullosa, no acepta la propuesta de Ondine y, en venganza, habla de la verdadera naturaleza de Ondine, burlándose de su "diferencia". 
El rey de la laguna, disfrazado de mago, pone de manifiesto, durante una actuación en la corte, la verdad sobre el origen de Bertha, que no es noble, sino la hija de los mismos pescadores que habían acogido a Ondine. Ofendida, Bertha reniega de sus padres, pero precisamente a causa de su comportamiento y sus mentiras, es alejada de la Corte. Ondina, de nuevo, la invita a vivir con ella y Hans en su castillo. Esta vez, Bertha acepta.

### Acto III
El tercer acto se abre mostrando un cambio profundo. Se está preparando la boda entre Hans y Bertha; Ondina ha desaparecido hace seis meses. Se rumorea que se ha escapado con Bertram y el caballero se muestra decepcionado por el comportamiento del espíritu. 
De repente, viene la noticia de que Ondina fue detenida y que se prepara el juicio. Hans, ante los tribunales, declara que se ha olvidado de ese ser "no humano", aunque no logra ocultar sus celos. El rey de la laguna, una vez más disfrazado de ciudadano, interroga a Bertram y Ondine y la verdad sale a la luz. Ondine había escenificado su fuga con Bertram, porque, temiendo un acercamiento entre Bertha y Hans, de consumarse, él moriría por la traición.
De esta manera, fingiendo haber traicionado ella en primer lugar, el espíritu esperaba salvar la vida de su amado. Cuando el engaño es descubierto, Hans se da cuenta de lo fuerte que es el amor que siente el espíritu y se arrepiente de su actitud. Ondina suplica al rey del lago por la vida de Hans, pero el rey dice que no puede hacer nada para ayudarla. 
Hans muere y Ondina, debe partir a su Reino y olvidar al Caballero, tal y como se había pactado. Cuando marcha, Ondina exclama mirando el cadáver: "¡Qué lástima! Podría haberlo amado".

## Representaciones destacadas
- Théâtre de l'Athénée, París (Estreno, 4 de mayo de 1939).
  - Intérpretes: Madeleine Ozeray (Ondine), Louis Jouvet (Hans).

- 46th Street Theatre, Nueva York, 1954.
  - Dirección: Alfred Lunt.
  - Intérpretes: Audrey Hepburn (Ondine), Mel Ferrer (Hans).

- Parque de El Retiro, Madrid, 1958.
  - Adaptación: Fernando Díaz Plaja.
  - Dirección: Adolfo Marsillach.
  - Intérpretes: Adolfo Marsillach, Milagros Leal, Olga Peiró, Mari Carmen Liaño, Salvador Soler Marí, José Caride, Amparo Baró.

- Royal Shakespeare Company, Londres, 1961.
  - Dirección: Peter Hall.
  - Intérpretes: Leslie Caron (Ondine), Ian Holm (Hans).

- Programa Estudio 1, de Televisión Española, el 19 de noviembre de 1968.
  - Intérpretes: Monica Randall (Ondine), Julio Goróstegui (Hans), José María Escuer, Mary Delgado, Andrés Mejuto, Nuria Torray, Luisa Sala.
- Teatro Antoine, París, 9 de septiembre de 2004.
  - Dirección: Jacques Weber.
  - Intérpretes: Laetitia Casta (Ondine), Xavier Gallais (Hans).[4]